# Bosco Mann
Bosco Mann, de son vrai nom Gabriel Roth, encore connu sous le surnom « Gabe », né en 1974 à Riverside, en Californie, est un bassiste, compositeur, arrangeur et producteur de musique américain.

## Biographie
Gabe et sa sœur aînée Samra, née en 1972, ont été élevés à Riverside par leurs parents André et Diane Roth, spécialistes du droit communautaire, qui ont travaillé sur les droits civils et les cas de discrimination.
Gabe Roth se destinait à devenir professeur de mathématiques, et a affirmé qu'il n'avait jamais voulu exercer dans l'industrie de la musique : il n'a jamais vraiment considéré cela comme une option sérieuse de carrière : il est tombé naturellement dans la musique à force de jouer dans des groupes.
Doté d'un flair musical, on lui doit d'avoir révélé des artistes restés longtemps dans les circuits des clubs, comme Sharon Jones, Charles Bradley et Lee Fields, qui ont accédé à la reconnaissance artistique internationale à plus de 50 ans.

## Carrière
Après avoir déménagé à New York pour étudier à l'Université de New York au début des années 1990, il a lancé le label Desco Records avec le collectionneur de disques/partenaire Philippe Lehman. Après un premier échec cuisant lui valant d'emprunter à sa famille et d'épuiser toutes ses cartes de crédit, Roth, devant payer son loyer, trouve un travail chez Sony Records. 
« C'était le dernier endroit au monde où je voulais être. Ils avaient ces réunions où ils disaient 'Eh, qu'est-ce que tu penses du dernier Maroon 5 ? Et le clip vidéo ?' Et les voilà qui plaisantent sur leurs horribles chansons, leur incapacité à chanter juste et combien tout ça était standardisé et blablabla... Et une fois leurs plaisanteries terminées, ils allongeaient deux, trois millions de dollars pour promouvoir le projet clip. »
Le jour où il reçoit un appel à son bureau pour apprendre qu'on lui propose une promotion, alors qu'il utilise son temps de travail à créer des projets personnels, Roth, épouvanté par ce système, claque la porte de Sony Records pour se consacrer à ces derniers.
Roth a également joué, enregistré et écrit pour la formation afrobeat Antibalas et d'autres groupes sur le label Desco, souvent sous pseudonyme. Après la fin de Desco, qui essuie une sévère faillite, Gabriel Roth forme Daptone Records avec le saxophoniste des Dap-Kings Neal Sugarman.

Roth est un ardent promoteur de l'enregistrement analogique, allant jusqu'à déclarer :
« Montrez-moi un ordinateur qui sonne aussi bien que d'une machine à bande magnétique et je l'utiliserai. ». 
Les lunettes teintées typiques que Roth porte sur scène et dans les entretiens sont le résultat des blessures à l’œil qu'il a subies en 2002 à la suite d'un accident de voiture qui lui a valu dix jours d'hôpital et l'a laissé temporairement aveugle.
Comme ingénieur du son et producteur, Roth a remporté deux Grammy awards : en 2008 pour Amy Winehouse et son fameux album Back to Black, enregistré avec The Dap-Kings au studio Daptone's House of Soul à Bushwick, Brooklyn, et en 2012 pour l'enregistrement de Booker T. Jones The Road From Memphis. Il s'est surtout illustré comme directeur musical et bassiste des Dap-Kings, groupe permanent de Sharon Jones.
Le batteur Bernard Purdie, venu enregistrer une session au studio Daptone, a vanté les méthodes d'enregistrement de Roth. Il a admis ne pas avoir entendu un tel rendu sonore depuis très longtemps, allant jusqu'à proposer de revenir jouer à titre gratuit.
En 2020, Gabriel Roth annonce le lancement d'un nouveau label, fondé dans sa ville natale de Californie, Riverside : Penrose Records. Penrose entend constituer un catalogue reflétant les influences Soul latino, notamment en régénérant la Chicano Soul du Panama et du Mexique. Les premiers artistes publiés par Penrose sont notamment Thee Sacred Souls, Los Yesterdays, The Altons, Jensine Benitez, Johnny Ruiz and The Escapers, Thee Sinseers.

## Instruments
Gabe Roth est exclusivement fidèle à sa guitare basse Carvin SB60 de 1970, dotée d'un diapason court. Il a reconnu détester les cordes neuves et les conserve le plus longtemps possible sur son instrument.
Gabe Roth enregistre sans amplificateur, en utilisant une boîte de direct Juice Box.

## Discographie

### Singles en vinyle
- The Soul Providers Featuring Lee Fields, Gimme The Paw  (Pure Records, 1997)
- Joseph Henry, Who's The King? (You Know That's Me) / I Feel Right (Single, 45 tours)  (Desco Records, 1998)
- The Sugarman 3, Soul Donkey  (Desco Records, 2000)
- The Whitefield Brothers, Chokin' / Rampage (10", Single) (Soul Fire, 2001)
- The Whitefield Brothers, In The Raw / The Bastard (7", Single) (Soul Fire, 2001)

### Albums CD et vinyles
- Sugarman 3 & Co, Pure Cane Sugar (Daptone Records, 2002)
- The Whitefield Brothers, In The Raw  (Soul Fire, 2002)
- Sharon Jones & The Dap-King, Dap-Dippin' With...  (Daptone Records, 2002)
- Sharon Jones And The Dap-Kings, Naturally (Daptone Records, 2005)
- The Budos Band, The Budos Band (Daptone Records, 2005)
- El Michels Affair, Sounding Out The City (Fastlife, 2005)
- Banda União Black, Banda União Black (Vampi Soul, 2006)
- Ian Hendrickson-Smith, Blues In The Basement (Cellar Live, 2006)
- Sharon Jones & The Dap-Kings, 100 Days, 100 Nights (Daptone Records, 2007)
- Menahan Street Band, Make The Road By Walking (Dunham, 2008)